# Глигор Поповський
Гли́гор Попо́вський (мак. Глигор Поповски; *1 квітня 1928, Будинарці, Берово, Королівство сербів, хорватів і словенців, тепер Північна Македонія — †14 травня 2007, м. Скоп'є, Македонія) — македонський письменник, поет і перекладач; писав переважно для дітей, не цураючись і «дорослої» літератури.

## З біографії
Глигор Поповський народився 1 квітня 1928 року в малешевському селі Будинарцях.
Початкову освіту здобув в рідному селі, в Берово та Струмиці, а в Скоп'є закінчив учительську школу. 
У 1949 році працював у «Піонерському віснику» („Пионерски весник“), спершу як ілюстратор, а потім як співррбітник. 
До виходу на пенсію в 1988 році працював газеті «Дитяча радість» („Детска радост“), додатку найвідомішої македонської газети «Нова Македонія» („Нова Македонија“), редактором кількох дитячих журналів («Титовський піонер» / „Титов пионер“, „Развигор“, „Другарче“ і „Росица“), а потім кілька років був головним редактором видавництва. 
Помер 14 травня 2007 року в столиці вже незалежної македонської держави місті Скоп'є.

## Творчість
Глигор Поповський видав свою першу книгу «Казка про хлопчика Вілена» (Сказна за детето Вилен) в 1953 році. Надалі Поповський написав понад 30 дитячих книжок, декілька мальованок, сценарії для 2-х дитячих телесеріалів, також для дитячих телевізійних ігор та кілька дитячих радіоп’єс. Він також переклав десятки книг для дітей з російської та сербської мов, а його твори перекладені на албанську, турецьку, сербську, хорватську, словенську та українську.
Бібліографія:
- «Казка про хлопчика Вілена» (Сказна за детето Вилен, 1952);
- «Цвіт» (Цвет, поезія для дітей, 1953);
- «Маленький лісоруб» (Дрварче, оповідання для дітей, 1954);
- «Роса» (Росица, поезія для дітей, 1956);
- «Далекий світ» (Далечен свет, оповідання для дітей, 1957);
- Со тротинет по цел свет (поезія для дітей, 1958);
- «Була одна дитина» (Било едно дете, оповідання для дітей, 1959);
- «Міст» (Мостот, роман для дітей, 1959);
- «Червона рука» (Црвената рака, роман для дітей, 1961);
- «Квітковий парад» (Парада за цвеќињата, поезія для дітей, 1964);
- «Диво на горі» (Чудо во гората, поезія та оповідання для дітей, 1965);
- Сказни за Возовија (1967);
- «Казка про найнеймовірніше» (Сказна за најјунакот, поезія для дітей, 1969);
- «Що там за тополями» (Што има зад тополите, оповідання для дітей, 1969);
- «Матрос Неп» (Морнарот Неп, казки для дітей, 1971);
- «Біляна» (Билјана, оповідання для дітей, 1972);
- «Іспит» (Испит, роман для дітей (1972);
- «Боян» (Бојан, роман для дітей, 1973);
- «Коли тато їде» (Кога тато вози, 1977);
- «Для кращого світу» (За поубав свет, поезія для дітей, 1978);
- «Полонина-красовина» (Планино, убавино, роман для дітей, 1979);
- «Розмови з подорожніми» (Разговори за сообраќајот, оповідання для дітей, 1980);
- «Найтемніша ніч» (Најтемната ноќ, повість, 1981);
- «Людина до людини» (Човек со човек, поезія для дітей, 1982);
- «Доброго дня, мої хороші!» (Добри мои, добар ден, пісні та оповідання для дітей, 1983)
- «Учитель» (Учителката, роман для дітей, 1984);
- Елен Камен (казки 1988);
- Другата страна (роман за деца, 1991);
- Шеп, шеп, шеп (загадки, 1991).

Українською мовою психологічне оповідання Глигора Поповського «Дилема» переклав Андрій Лисенко (увійшло до збірки «Македонська новела», яка вийшла 1972 року в серії «Зарубіжна новела» і за яку перекладач отримав міжнародну премію «Золоте перо»).